# (13926) Berners-Lee
Pour les articles homonymes, voir Berners et Lee.
(13926) Berners-Lee est un astéroïde de la ceinture principale. Il porte le nom de Tim Berners-Lee (1955-), informaticien britannique, principal inventeur du World Wide Web.

## Description
(13926) Berners-Lee est un astéroïde de la ceinture principale. Il fut découvert le 2 décembre 1986 à Flagstaff par Edward L. G. Bowell. Il présente une orbite caractérisée par un demi-grand axe de 2,56 UA, une excentricité de 0,30 et une inclinaison de 3,3° par rapport à l'écliptique.

## Compléments